# Besse-sur-Issole
Besse-sur-Issole är en kommun i departementet Var i regionen Provence-Alpes-Côte d'Azur i sydöstra Frankrike. Kommunen ligger i kantonen Besse-sur-Issole som tillhör arrondissementet Brignoles. År 2022 hade Besse-sur-Issole 3 123 invånare.

## Befolkningsutveckling
Antalet invånare i kommunen Besse-sur-Issole
| Referens: INSEE |